# Grote piewie
De grote piewie (Contopus pertinax) is een zangvogel uit de familie Tyrannidae (tirannen).

## Verspreiding en leefgebied
Deze soort komt voor van de zuidwestelijke verenigde Staten tot Nicaragua en  telt drie ondersoorten:
- C. p. pallidiventris: zuidelijk Arizona en noordelijk Mexico.
- C. p. pertinax: centraal en zuidelijk Mexico en Guatemala.
- C. p. minor: Belize, Honduras, El Salvador en noordelijk Nicaragua.